# 쌍갈고리이끼과
쌍갈고리이끼과(Herbertaceae)는 망울이끼목에 속하는 우산이끼류과의 하나이다. 2속 8종으로 이루어져 있다.

## 하위 속
- 쌍갈고리이끼속 (Herbertus) - 쌍갈고리이끼(H. aduncus) 포함 7종
- Triandrophyllum - 유일종 T. subtrifidum